# Metropolitano de Yokohama
O metrô (português brasileiro) ou metro (português europeu) de Yokohama, ou, na sua forma portuguesa, de Iocoama, é um sistema de metropolitano que serve a cidade japonesa de Yokohama.